# Polyrhachis solmsi
Polyrhachis solmsi é uma espécie de formiga do gênero Polyrhachis, pertencente à subfamília Formicinae.